# Francisco Broch Llop
Francisco Broch  Llop  (Villarreal, Castellón (España), 18 de septiembre de 1884-Florencia, Italia, 4 de junio de 1980) fue un escultor, lingüista y profesor universitario español.

## Biografía
Era hijo de Pascual Broch Jordà y de Rosa Llop Almela. En su pueblo natal hizo los primeros estudios y los cursos de bachillerato, en el colegio y seminario de los frailes franciscanos donde, como a él le gustaba repetir, aprendió el espíritu de humildad que marcó su vida, antes de orientar la vocación hacia la Academia de Bellas Artes de Valencia. En 1906 concluye el aprendizaje artístico con las mejores calificaciones y un Premio Extraordinario en la asignatura de modelado que le facilita el viaje en Roma para perfeccionar estudios en la Academia española. En Valencia deja realizado un busto de Miguel de Cervantes, modelado por encargo con motivo del tricentenario de la publicación de la primera parte de “Don Quijote”, y que durante muchos años presidirá el paraninfo de la Universidad Literaria valenciana. 
Dos años más tarde (habiendo realizado numerosas visitas a Museos y galerías de arte y, sobre todo, admirado según propia confesión por las esculturas en bronce del Museo Arqueológico napolitano, procedentes de las excavaciones de la ciudad de Pompeya) retorna en España y obtiene, en la Exposición Regional Valenciana de 1909, una destacada medalla por un bajorrelieve, retrato de su madre, que contribuyó enormemente a reforzar su pasión artística. Enamorado de la Ciudad Eterna, marcha nuevamente, decidido a establecerse de manera definitiva en Italia. El retrato que presenta a la Exposición Internacional de Roma de 1911, unánimemente elogiado por su delicadeza de composición, lo revela como un excelente retratista y le proporciona numerosos encargos que incrementan su reconocimiento en el mundo cultural italiano. 

## Profesor de lengua española en Italia
La Universidad de Padua, sabedora de la gran capacidad cultural de Francisco Broch, requiere sus servicios en 1915 para formar parte del Tribunal Examinador para la habilitación de profesores de lengua española, y el Ministerio de Instrucción Pública italiano confirma de manera oficial el encargo, que él seguirá ejerciendo hasta 1920. En estos momentos, es el Instituto Superior de Economía y Comercio de la región de Venecia, en la actualidad convertido Facultad Universitaria, quien le ofrece, mediante Decreto Ministerial, la Cátedra de Lengua y Literatura Española que, tras el paréntesis entre los años 1926 y 1927, ejercerá en la capital véneta hasta 1933. Después, y hasta cumplir los setenta años, límite máximo en aquel tiempo para la docencia en enseñanzas oficiales, continuará vinculado a aquella universidad como lector de Español y dinamizador cultural al mismo tiempo que atendía varios encargos escultóricos tanto en Venecia como poblaciones de su entorno. 
Para sus alumnos redacta una “Gramática de la Lengua española” y un “Manual de correspondencia comercial” que durante muchos años serán textos de uso en numerosos centros educativos, conocen repetidas ediciones y revisiones y quedan complementados con la edición de una “Antología de Literatura Española” y unos “Apuntes de Historia de España” que colaboran a difundir nuestra cultura entre la juventud universitaria italiana. Durante estos mismos años dirigió además, con el patrocinio de los sucesivos gobiernos, los cursos de Español a la “Casa de España” en Roma, así como los promovidos a la Universidad de esta capital por su Senado Académico. Cuando el traslado de estos a la nueva Ciudad Universitaria romana le dificultó el acceso, continuó desarrollándolos en Bolonia, hasta que el frente de batalla de la Segunda Guerra Mundial va alcanzó la ciudad. 

## Promotor cultural
La dinámica personalidad del villarrealense, organizador de viajes de estudio para los jóvenes italianos (incluyendo recorridos por Cataluña, Valencia, Castilla, Andalucía), de proyecciones documentales cinematográficas sobre nuestras tierras y cultura, ovan en jornadas y ciclos de promoción turística, y encuentros de intercambio académico hispano-italiano, fue conocida por las más destacadas instituciones educativas y culturales, desde la Santa Sede hasta las legaciones diplomáticas de los países hispanoamericanos en Roma. 
A los años treinta, su conferencia sobre “Las huellas de Roma en España” (que él presentaba acompañada de proyecciones de diapositivas sobre los monumentos y restos de Tarragona, Cabanes, Liria, Sagunto y tantos otros) fue pedida y celebrada en  varios Ateneos culturales y Centros Universitarios (Roma, Florencia, Pisa, Padua, Bassano, Vicenza, Venecia) por su contenido y por las atractivas dotes de oratoria del profesor Broch, que ejercía también en tierras italianas como a delegado del “Patronato Nacional de Turismo” del gobierno español, de la “Sociedad de Atracción de Forasteros en Barcelona” y de la “Sociedad Valenciana de Fomento del Turismo”. 
Con fecha de 26 de octubre de 1933, por el conjunto de sus méritos culturales manifiesto tanto en el trabajo académico como en el esfuerzo y voluntad de comprensión entre los ciudadanos de los diferentes estados, y a propuesta del Jefe de Gobierno italiano (Benito Mussolini en aquellos momentos), Su Majestad el rey Víctor Manuel III le confirió el grado y la Gran Cruz de Caballero de la Orden de la Corona de Italia, siendo como era, y así consta en el protocolo del documento, “cittadino spagnolo”. 
Unos años después, ya en plena dictadura fascista, el Duce Mussolini le ofreció la nacionalidad italiana, que el profesor Broch se apresuró a rechazar, ante el susto y la desolación de sus amigos y compañeros universitarios, que miraban en tal menosprecio al dictador todo tipo de riesgo personales, considerando además la delicada situación por la que atravesaba entonces toda España. El profesor Broch se dirigió por carta al Duce, retornándole el ofrecimiento en estos términos: “Si yo fuese italiano y viviere en un país extranjero, estraría orgulloso de ser italiano y nunca cambiaría mi nacionalidad; yo soy español y, comprendiendo muy bien y dándole las máximas gracias por el honor que Italia me hace, quiero continuar siendo español. De otra manera, me parecería estar traicionando a mi madre”. Las palabras debieron parecer suficientemente convincentes al dictador, contrarrestar con sus mismas armas, y nada de lo que todos se temían sucedió.

## Actividad artística
La dedicación constante a la enseñanza no amainó su vocación escultórica, aunque inevitablemente la obligó a ir espaciándola. Francisco Broch Llop formó parte del grupo de artistas escultóricos que participaron al Pabellón español de la XVI Bienal de Venecia, el año 1923, juntamente con Josep Clarà, Juan Adsuara, Santiago Bonome, Julio Vicent y Quintin de Torre. La representación pictórica de ese año estuvo a cargo de Solana, José Benlliure, Anglada Camarasa, Bacarisse y Ortiz Echagüe entre otros. La delicada “Bacante” presentada por Broch se encuentra en estos momentos al Museo de Arte Rosenbach de Filadelfia (Estados Unidos). 
Otras obras importantes, realizadas durante los años siguientes, forman parte de colecciones particulares italianas o se muestran en emplazamientos públicos, como el busto del monumento al alcalde Bonaguro a la ciudad de Bassano, el monolito en honor del general Luigi Cadorna en la carretera del monte Grappa, el gran bajorrelieve de la “Resurrección de Lázaro” en el Cementerio Central de Roma, o la imagen de la Inmaculada Concepción en la iglesia de la población de Cavallino (Vèneto). Asimismo, y como donación de sus hijos efectuada en 1991, el Museo de la ciudad de Villarreal en la llamada "Casa de Polo", conserva un medallón de bronce con el retrato de le esposa del artista. 
Después de la Segunda Guerra Mundial, el profesor Broch, casado desde 1913 con la joven Rosa Tonioló y con cuatro hijos (Francisco, Rosita, Clélia y Pascual), dejó su casa-estudio veneciana para establecerse en la ciudad de Florencia, donde trabajó como profesor encargado y lector de Español en la Facultad de Magisterio de su “Università degli Studi”, hasta que le llegó la jubilación en 1954, simultaneando aún las clases ocasionales en Venecia y en Roma, y continuando las actividades de difusión de la cultura española con la promoción de viajes de intercambio estudiantil, charlas, exposiciones, etc. 
Superados los setenta años, y reclamado por la Universidad de Pisa, dio allí clases como profesor externo, al mismo tiempo que en el “Poggio Imperiale” florentino, colegio estatal de la Santísima Anunziatta, selecto centro educativo donde concurrían las hijas de destacadas familias italianas. El ilustre artista culminó su tarea cultural en 1962, en donde permaneció residiendo hasta su muerte en 1980, a los noventa seis años de  fructífera existencia.